# Fosfor-32
Fosfor-32 ( 32
 P), neboli také radiofosfor, je radioaktivní izotop prvku fosforu, vyzařující záření beta. Jeden jeho atom obsahuje 17 neutronů a 15 protonů, což je o jeden neutron více než v nejběžnější formě fosforu – ve fosforu-31. Fosfor-32 je na Zemi pouze v malém množství, navíc má krátký poločas rozpadu (14,3 dní), takže se rychle rozkládá.
Fosfor-32 se využívá v odvětvích jako je lékařství, biochemie a molekulární biologie.

## Rozklad
Fosfor-32 se za beta rozpadu přeměňuje na síru-32:
 32
15 P →  32
16 S1+ + e− + νe−
Při rozkladu se uvolňuje energie o velikosti 1,709 MeV. Kinetická energie elektronu se v průměru liší přibližně o 0,5 MeV, zbytek energie je nesen téměř nezjistitelnou částicí zvanou antineutrino. Ve srovnání s jinými nuklidy vyzařujícími záření beta je jen mírně aktivní. Záření může být zastaveno jedním metrem vzduchu nebo 5 mm skla.
Vzniklá síra-32 je v základním stavu, takže nedochází k vytváření žádného dalšího záření gama.

## Výroba
Vzhledem k malému množství fosforu-32 na Zemi a zároveň k jeho širokému spektru využitelnosti bývá fosfor-32 často vyráběn synteticky, ozařováním síry-32 s mírně rychlými neutrony:
 32
16 S + n →  32
15 P + p
Jádro síry-32 zachycuje neutron a vydává proton. Protonové číslo se sníží o jedna, zatímco nukleonové číslo zůstane stále stejné.

## Použití
Fosfor-32 je hojně užíván v různých odvětvích biologie.

### Lékařství
V lékařství se fosfor-32 používá především k detekci zhoubných nádorů, jelikož rakovinné buňky mají tendenci k většímu hromadění fosfátu než buňky zdravé.
Radioaktivní záření produkované fosforem-32 je kromě diagnostiky používáno také k léčbě. Fosfor-32 je obsažen v 32P-chromovém fosfátu, který je zkoumán jako možné chemoterapeutikum při léčbě diseminované (rozšířené) rakoviny vaječníku. Fosfor-32 na tyto rakovinné buňky působí toxicky, a tak má terapeutický efekt.

### Biochemie a molekulární biologie
V metabolických drahách v organismech se za pomoci fosforu vytváří různé biomolekuly v buňkách. Fosfor-32 je využíván k analýze těchto metabolických drah.
Také DNA obsahuje velké množství fosforu ve svých fosfodiesterových vazbách, kde může být nahrazen fosforem-32. Používá se zde k analýze vzorků DNA.

### Rostliny
Fosfor-32 se užívá jako hnojivo, rostlinám dodávané hydroponicky či prostřednictvím vody v půdě.

## Bezpečnost
Díky vysoké energii beta částic a krátkému poločasu rozpadu může fosfor-32 být potenciálně škodlivý. Typická bezpečnostní opatření při práci s ním zahrnují používání dozimetru ke sledování vystavení radioaktivnímu záření a dále nošení akrylového či plexisklového radiačního štítu k ochraně těla. Dále je vhodné nosit dozimetry na těch částech těla, které se dostávají do úzkého kontaktu s fosforem-32 – například na prstech.